# Les Halles (métro de Paris)
Pour les articles homonymes, voir Halle.
Les Halles est une station de la ligne 4 du métro de Paris, située dans le 1er arrondissement de Paris. 
Ouverte en 1908 par la Compagnie du chemin de fer métropolitain de Paris, elle offre alors une desserte des halles de Paris. Depuis le transfert des halles à Rungis et les importantes modifications de son environnement proche, elle dessert le quartier des Halles, avec à proximité immédiate le jardin Nelson-Mandela, l'église Saint-Eustache et le Forum des Halles.
La station fait partie du complexe souterrain du Châtelet, avec des cheminements piétonniers permettant de rejoindre la gare de Châtelet - Les Halles et la station Châtelet.

## Situation sur le réseau
Établie en souterrain, la station Les Halles est située sur la ligne 4 du métro de Paris, sous le complexe des Halles entre la rue Rambuteau et la rue Berger.
Des couloirs et escaliers souterrains permettent de la relier à la station Châtelet et à la gare de Châtelet - Les Halles.

## Histoire

### Première station
La station Les Halles est mise en service le 27 avril 1908, par la Compagnie du chemin de fer métropolitain de Paris, sur la section Porte de Clignancourt – Châtelet qu'elle a ouverte à l'exploitation six jours plus tôt, le 21 avril. Elle est alors située sous la rue qui partageait en deux groupes les douze pavillons formant les Halles de Paris (actuelle allée André-Breton reliant la rue du Pont-Neuf à la rue Montorgueil).
Elle disposait de deux bouches, avec un simple entourage en fer forgé, situées sur le trottoir près de l'église Sainte-Eustache, au carrefour de la rue de Turbigo et de la rue Rambuteau.
Au moins l'une de ces bouches est toujours présente en septembre 1967.

### Deuxième station
La nouvelle station Les Halles est mise en service le 3 octobre 1977 par la Régie autonome des transports parisiens (RATP), lorsqu'elle ouvre à l'exploitation le nouveau tunnel de la ligne 4. Lors de cette ouverture, elle dispose d'une « salle des billets » et d'un « accès à la rue Turbigo ». La « légère translation » de la station (quelques dizaines de mètres vers l'est), décidée dans le cadre des impératifs de l'ensemble du projet concernant ce secteur des Halles, permet des relations piétonnes « très courtes » avec les quais du Réseau express régional d'Île-de-France (RER) de la gare de Châtelet - Les Halles, dès son ouverture le 9 décembre de cette même année.
En 2019, selon les estimations de la RATP, 16,1 millions de voyageurs sont entrés dans cette station ce qui la place à la 9e position des stations de métro pour sa fréquentation sur 302,.
Dans le cadre de l'automatisation de la ligne 4, ses quais sont rehaussés au cours du week-end des 10 et 11 juin 2017 afin de recevoir des portes palières. Ces dernières sont installées entre fin janvier et mi-février 2020.
En 2020, avec la crise du Covid-19, 8 019 633 voyageurs sont entrés dans cette station ce qui la place à la huitième position des stations de métro pour sa fréquentation.
En 2021, la fréquentation remonte progressivement, avec 10 623 876 voyageurs qui sont entrés dans cette station ce qui la place à la huitième position des stations de métro pour sa fréquentation.

## Services

### Accès et accueil
La station est accessible par une entrée au numéro 230 de la rue Rambuteau et par des couloirs de correspondance avec la gare de Châtelet - Les Halles. Elle dispose d'un espace d'informations avec un comptoir-club qui permet, uniquement par carte bancaire, l'achat de titres de transport magnétiques, de forfaits et de cartes, et est équipée d'automates.

Accès et sortie par la rue Rambuteau
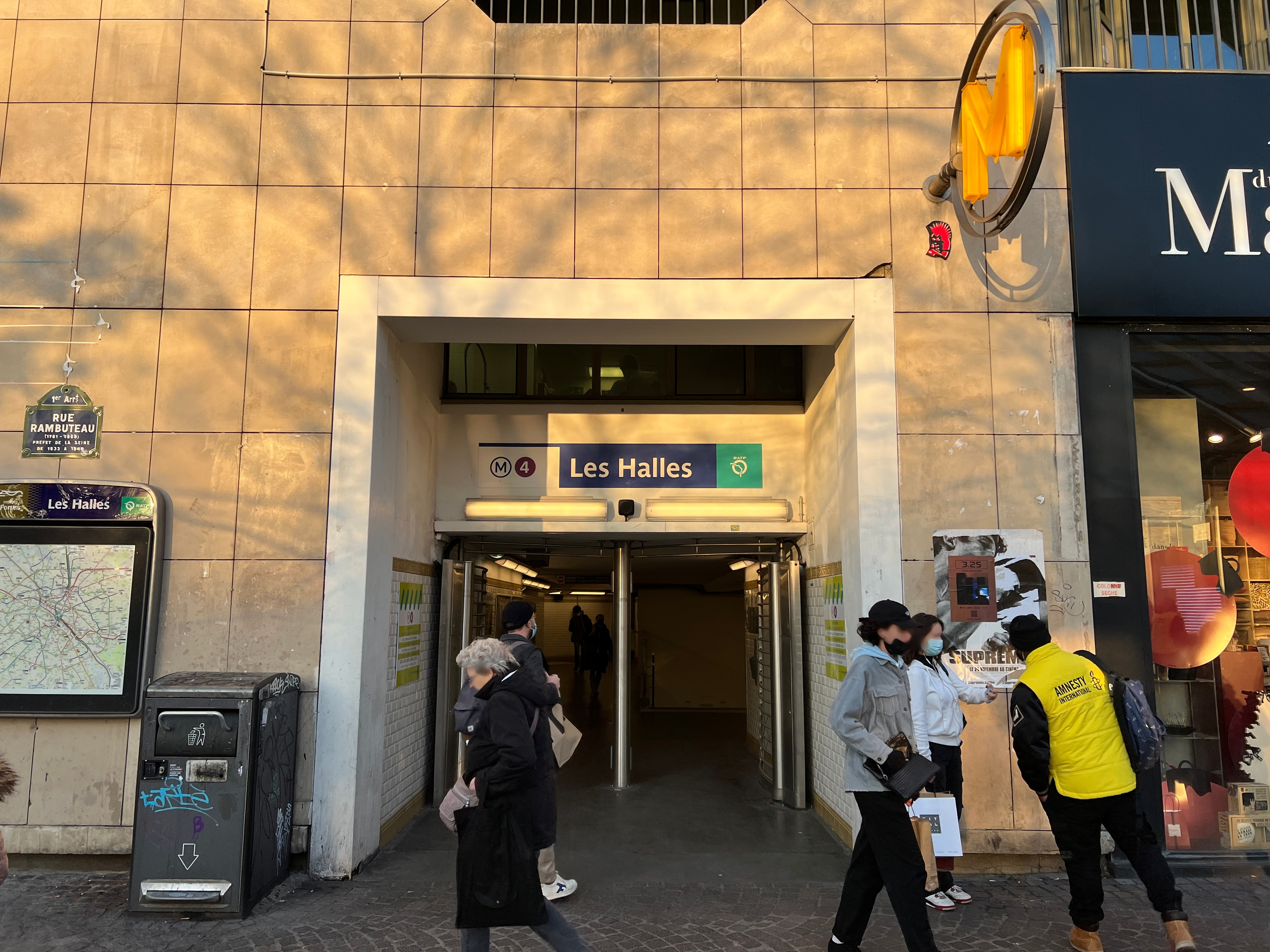
Entrée de la station.
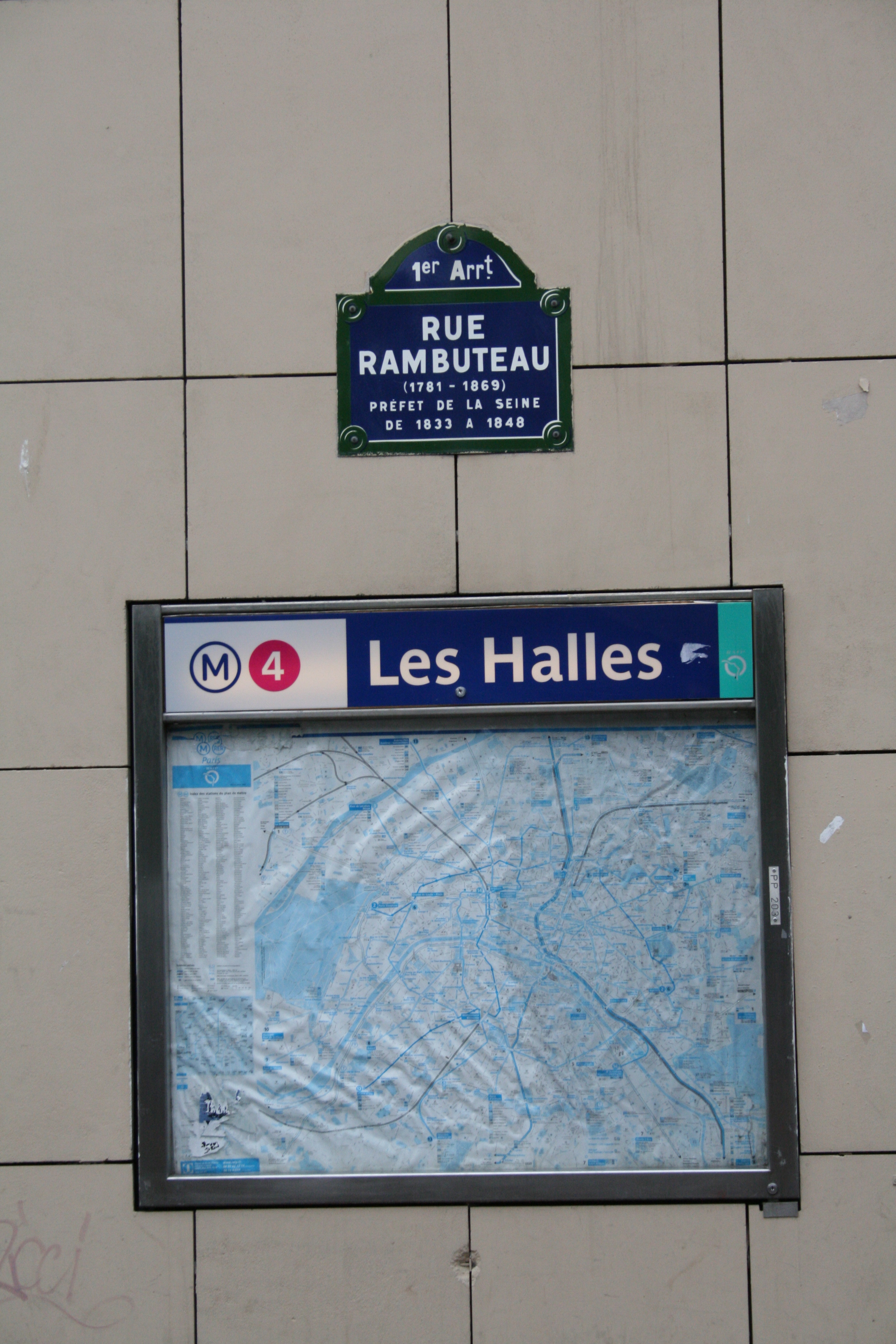
Plan à gauche de l'entrée.
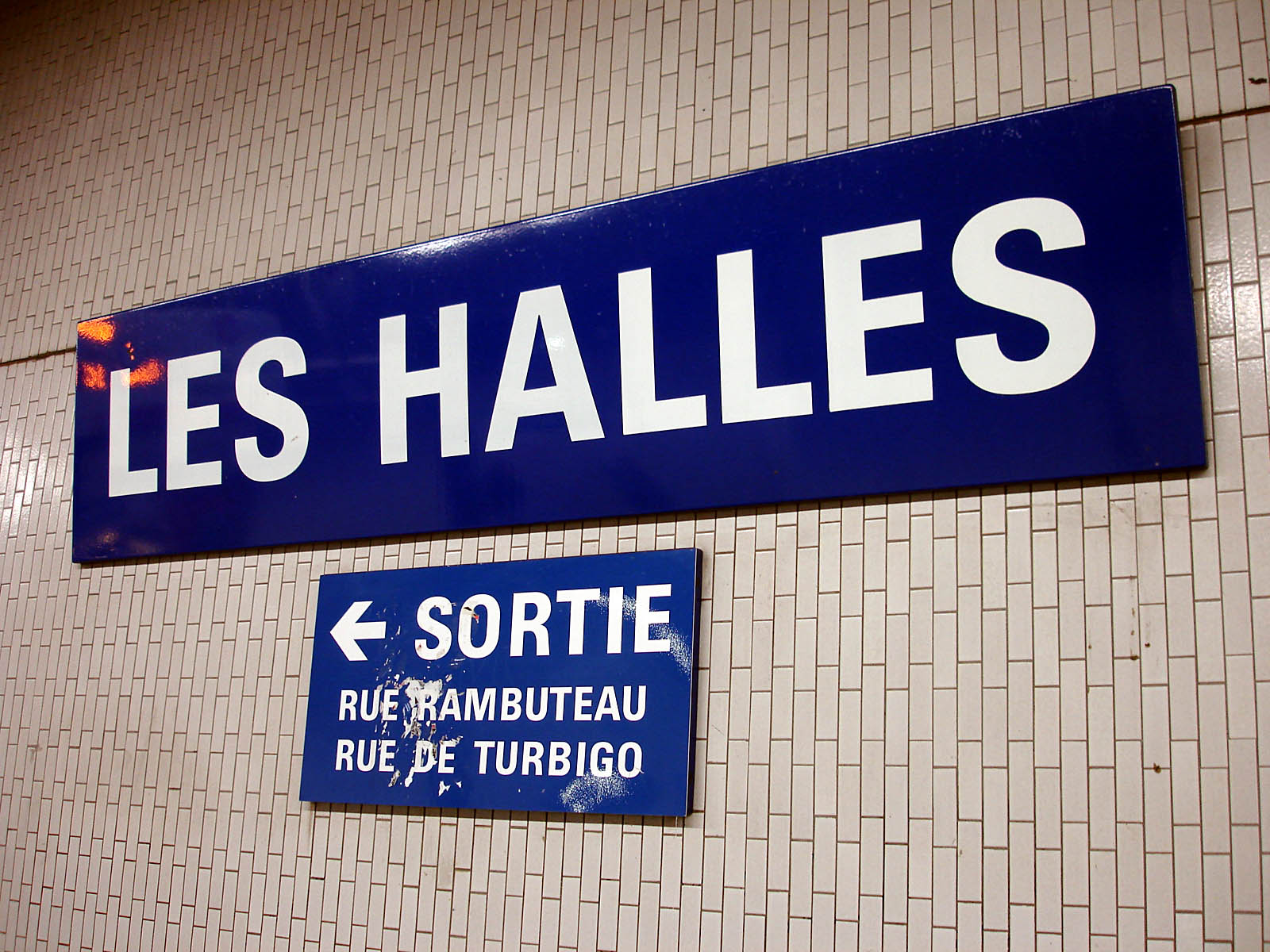
Plaque indicatrice des sorties.

### Desserte
Les Halles est desservie par les rames qui circulent quotidiennement sur la ligne 4, avec une première desserte à 5 h 39 et la dernière desserte à 1 h 03 (1 h plus tard les nuits des vendredis aux samedis et des samedis aux dimanches).

### Quais
Les Halles est une station divisée en deux demi-stations séparées par un mur porteur possédant de grandes ouvertures. Chaque demi-station comprend une voie du côté du mur et un quai latéral de l'autre côté.

### Intermodalité
Elle permet des correspondances avec les lignes A, B et D du RER sur les quais de la gare de Châtelet - Les Halles ainsi qu'aux 1, 7, 11 et 14 à la station Châtelet (en passant par la gare du RER), directement accessibles par des couloirs piétonniers.
La station, au cœur d'un espace piétonnier, n'est desservie par aucune ligne de bus.